# Esporte do Equador
O Esporte do Equador tem um influente fator na sociedade equatoriana. O futebol é o desporto nacional mais popular e praticado. Seguem-se o beisebol, basquetebol, voleibol, tênis e atletismo. O Equador possui um esporte local com muitos praticantes o ecuavóley, que é uma variante do voleibol.
A única medalha de ouro em Jogos Olímpicos do Equador, é no atletismo com Jefferson Pérez.

## Ver Também
- Equador nos Jogos Olímpicos